# Brigitte Raskin
Brigitte Suzanne Albertine Joseph Raskin (geb. 25. Juli 1947 in Aarschot) ist eine flämische Schriftstellerin und Journalistin.

## Biografie
Brigitte Raskin ist das fünfte von sechs Kindern und wuchs in einem katholisch-bürgerlichen Milieu auf. Ihr Vater, Paul Raskin, war Friedensrichter, ihre Mutter, Maria ’s Heeren, starb bereits 1959, als Brigitte zwölf Jahre alt war. In der weiterführenden Schule (kostschool Paridaens) in Leuven lernte sie unter anderem Lateinisch und Griechisch. Sie absolvierte ein Studium der Modernen Geschichte an der Katholieke Universiteit Leuven (KUL). Darüber hinaus studierte sie einige Semester Journalistik und Kommunikationswissenschaften. Die geschichtliche Untersuchung ist zumeist auch der Ansatz für ihre literarischen Arbeiten.
In den 1970er Jahren arbeitete sie für Zeitschriften wie De Nieuwe, Knack und De Groene Amsterdammer. Von 1975 bis 1980 war sie Geschichtslehrerin in Sint-Pieters-Woluwe, Halle und Brüssel. In den 1980er Jahren wurde sie als Teilnehmerin von Diskussionsrunden im Fernsehen Namen Noemen („Namen nennen“) bekannt (Programm der VRT). Raskin debütierte 1988 als Schriftstellerin mit dem Dokumentationsroman Het Koekoeksjong (eine Rekonstruktion des Lebens von Frans Maes). 1989 hörte sie auf zu lehren; sie arbeitet seitdem ausschließlich als Schriftstellerin und Journalistin und Publizistin.
Brigitte Raskin ist verheiratet mit Edgar Alsteens. Gemeinsam haben sie drei Kinder.

## Werke

### Romane
- 2009: De gestolen prinses (Jugendroman), Verlag Davidsfonds, Leuven, ISBN 978-90-5908-286-1.[1]
- 1998: Radja Tanja, Verlag Van Halewijck Leuven, ISBN 978-90-5617-133-9.[2]
- 1990: Overwinterdagboek, Verlag Meulenhoff/Kritak Amsterdam/Leuven, ISBN 978-90-6303-290-6.[3]
- 1988: Het koekoeksjong (Das Kuckucksjunge), Verlag Kritak Leuven, ISBN 978-90-6303-234-0.[4]

### Erzählungen und Novellen
- 2001: Hartenheer. Een koningsverhaal (Erzählung), Verlag Van Halewijck Leuven, ISBN 978-90-5018-567-7.[5]
- 1996: Afscheid van steen (Erzählung), Verlag Balans B.V. Amsterdam, ISBN 978-90-5018-329-1.[6]
- 1994: De eeuw van de ekster. Een Belgisch levensverhaal (Das Alter der Elster. Eine belgische Lebensgeschichte), Verlag Van Halewijck Leuven, ISBN 978-90-5617-637-2.[7]
- 1992: De maagd van Antwerpen (Novelle), Verlag Kritak, ISBN 978-90-72103-22-2.[8]

### Essays
- 2002: Een en al vrouw (Essays) (bibliophile Ausgabe), Verlag Brokaat, ISBN 978-90-5908-286-1.[9][10]
- 1998: Eigenzinnig alfabet (Essays), Verlag Van Halewijck Leuven, ISBN 978-90-5617-183-4.[11]

### Weitere Werke
- 2012: De taalgrens : of wat de Belgen zowel verbindt als verdeelt (Studie), Verlag Davidsfonds, Leuven, ISBN 978-90-5826-740-5.
- 2003: mit J. Anthierens / Karel Anthierens, Leve Mij. Niemands meester, niemands knecht (deel 1) (Sammlung journalistischer Werke), Verlag Van Halewijck Leuven, ISBN 978-90-5617-500-9.

## Auszeichnungen
- 1990: AKO-Literaturpreis, für Het Koekoeksjong
- 1989: Preis der flämischen Leser (Prijs van de Vlaamse Lezer), für Het Koekoeksjong